# Vulcanii noroioși „La Gloduri”
Vulcanii noroioși „La Gloduri” (monument al naturii) este o arie protejată de interes național ce corespunde categoriei a III-a IUCN (rezervație naturală de tip geologic), situată în estul Transilvaniei, pe teritoriul județului Bistrița-Năsăud.

## Localizare
Aria naturală se află în extremitatea sud-estică a județului Bistrița-Năsăud (în apropierea limitei de graniță cu județul Mureș), pe teritoriul administrativ al comunei Monor (în partea sudică a satului omonim), în imediata apropiere a drumului județean DJ154, care leagă localitatea Șieuț de Batoș, Mureș.

## Descriere
Rezervația naturală a fost declarată arie protejată prin Legea Nr.5 din 6 martie 2000 (privind aprobarea Planului de amenajare a teritoriului național - Secțiunea a III-a - zone protejate, publicată în Monitorul Oficial al României, Nr.152 din 12 aprilie 2000) și se întinde pe o suprafață de 2 hectare. 
Aria protejată cunoscută de localnici sub denumirea „La Gloduri” se află la ieșirea din satul Monor, la confluența pâraielor „Pârgului” și „Luțului” și reprezintă o zonă mlăștinoasă în arealul căreia se află câteva structuri conice (vulcani noroioși) alcătuite din sedimente (marne, gresii, argile) atribuite Miocenului. Vulcanii noroioși sunt formațiuni create de gazele naturale provenite de la mare adâncime, care ies la suprafață printr-un strat de argile, combinându-se cu apa (apă de infiltrație, apă sărată de zăcământ) și formând la suprafața solului conuri (mici cratere vulcanice) de diferite dimensiuni, împrejmuite de zone mlăștinoase, cu vegetație adaptată la umiditate și salinitate. 